# Хрустальное крыло (премия)

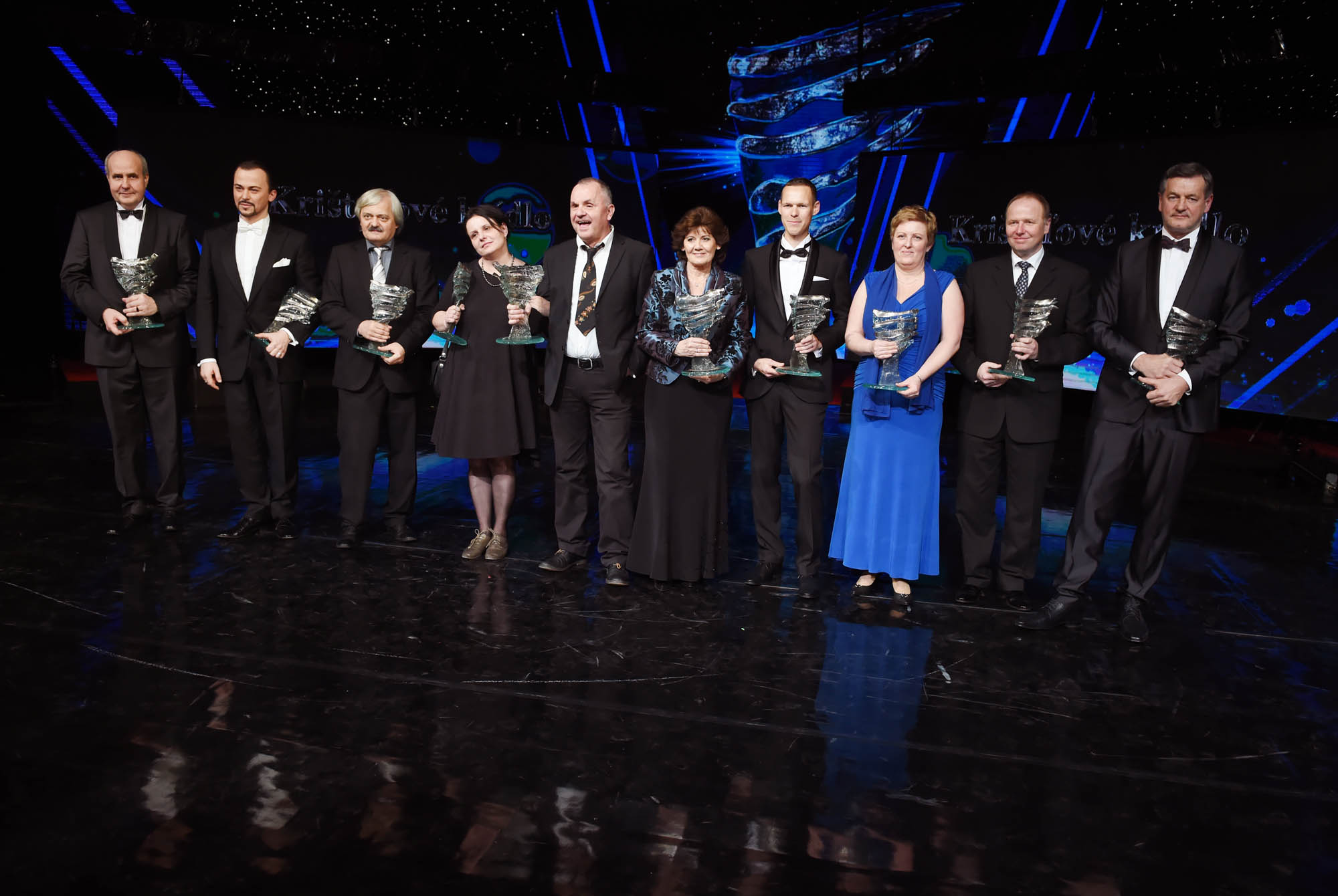
Лауреаты премии за 2015 год

Хрустальное крыло (словац. Krištáľové krídlo) — ежегодная премия, вручаемая словацким деятелям, достигшим в своей области исключительного профессионализма и успеха. Премия присуждается в различных областях культурной, экономической и общественной жизни. Организатором премии является ООО "Хрустальное крыло" (ответственный секретарь - Мария Вашковичова).
Основная идея премии "Хрустальное крыло" - обнаружить и представить общественности уникальных людей и их профессиональные достижения, заслуживающие внимания и уважения. Премия "Хрустальное крыло" присуждается с 1997 года.
В настоящее время премия вручается в категориях: филантропия, экономика, архитектура, журналистика и литература, театральное и аудиовизуальное искусство, изобразительное искусство, рок-поп-джаз, музыка, спорт, медицина и наука. Также вручается специальный приз за пожизненный вклад в искусство, исключительный успех за рубежом и за другие важные достижения.

## Номинации
Важнейшим фактором для представления к награждению кандидатуры того или иного деятеля является его высокий профессионализм в конкретной области, а также значительный успех в его деятельности или явный международный успех, при этом рабочий или творческий стаж в данной области не имеет значения. В течение года организатор приглашает профессиональные сообщества, палаты, ассоциации, институты, агентства печати и общественность представить кандидатуры для номинаций. Также разрешается, чтобы любой гражданин Словацкой Республики любым возможным способом, например, заполнив онлайн-формуляр, предлагал своих кандидатов, отвечающих критериям награждения.  Вопрос о присуждении премии решает жюри, состоящее из экспертов в конкретной области.

## Призы
Премия Хрустальное крыло вручается ежегодно в январе или феврале по итогам предыдущего года. Дизайнером статуэтки, вручаемой в момент награждения, является стекольщик, скульптор и дизайнер словацко-греческого происхождения Ахиллеас Сдукос. Статуэтка сделана из стекла и белого золота.

### Специальный приз и приз за пожизненный вклад
- 1997 – Юлиус Сатинский
- 1997 – Милан Ласица
- 1998 – Людовит Райтер
- 1998 – Богдан Вархал
- 1999 – Михал Черный
- 2001 – Тибор Бартфай, Мартин Губа
- 2002 – Мартин Бутора
- 2003 – Павел Поланский
- 2004 – Илья Зельенка
- 2005 – Эуген Южица
- 2005 – Леопольд Гаверл
- 2006 – Карол Спишак
- 2006 – Антон Баян
- 2007 – Владимир Компанек, Мария Кралёвичова
- 2008 – Тадеаш Вала
- 2009 – Дарина Лашчакова
- 2009 – Милан Чорба
- 2010 – Франтишек Келе
- 2010 – Станислав Штепка
- 2011 – Иван Коза
- 2012 – Петер Кресанек
- 2013 – Петер Мигок:
- 2013 – Мирослав Жбирка
- 2014 – Антон Срголец
- 2014 – Дорота Поспишилова
- 2015 – Ангелика Баторова, Йозеф Раж

### In memoriam (посмертно)
- 1998 – Карол Ежик
- 2000 – Ярослав Филип

### Приз зрительских симпатий
- 2003 – Соня Мюллерова

## Фонд "Хрустальное крыло"
Фонд "Хрустальное крыло" был основан компанией ООО  "Хрустальное крыло" с целью оказания помощи семьям, общественным объединениям, медицинским учреждениям и детям с психическими, эмоциональными и физическими расстройствами. Создан как фонд под названием "Поможем всей Словакией". Фонд в числе первых оказал помощь пострадавшим от наводнения 2010 года, организовав первый благотворительный концерт "Поможем всей Словакией". Около 400 тысяч евро было поделено между людьми, лишившимися из-за наводнения крыши над головой. С тех пор каждый год Фонд "Хрустальное крыло" организует мероприятие "Хрустальное ралли" (проезд по заданному маршруту на старинных автомобилях, за рулём которых находятся лауреаты "Хрустального крыла", известные личности и дети, которым помогает Фонд. Кульминацией Хрустального ралли является благотворительный концерт и сбор средств для детей-инвалидов и их семей.

## Внешние ссылки
- Официальный сайт